# E68 (európai út)
Az E68-as európai út az európai úthálózat egy része. Az út Magyarországon, Szegeden kezdődik és Romániában, Brassóban végződik. Teljes hossza 527 km hosszú, ebből 57 km Magyarországon és 470 km Romániában található.

## Út
- Magyarország - Szeged, Makó, Nagylak, M43-as autópálya
- Románia - Nagylak A1-es autópálya, DN7G főút, DN7-es főút
- Nagylak, Arad, Déva, Szászsebes DN7-es főút
- Szászsebes, Nagyszeben, Vesztény DN1-es főút DN7-es főút közös szakasz
- Vesztény, Fogarasi havasok, Brassó DN1-es főút

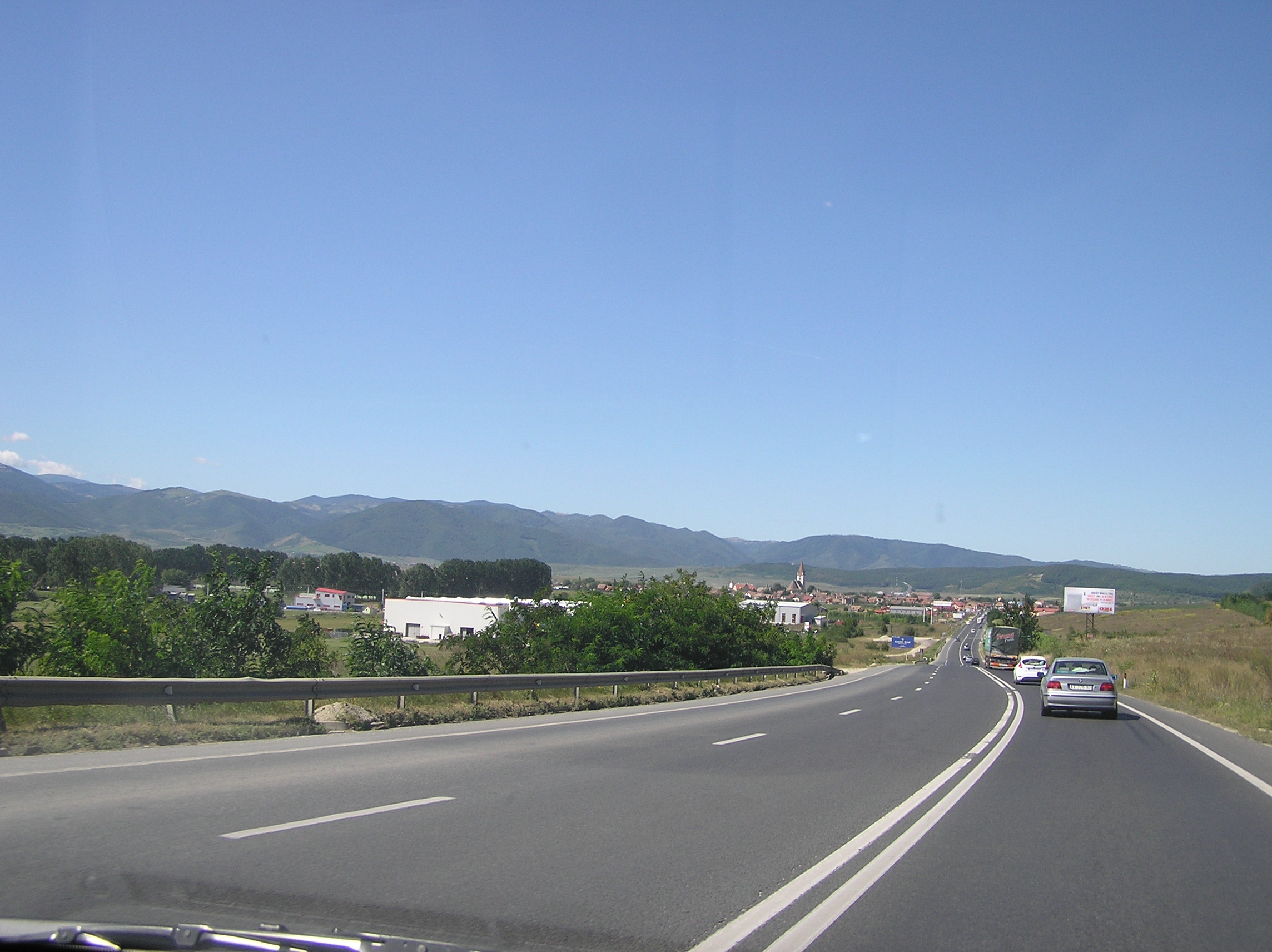
E68-as európai út egy része.